# Talgemeinschaft
Die Talgemeinschaft (italienisch Comunità di valle) ist ein Gemeindeverband und eine Gebietskörperschaft der Autonomen Provinz Trient. Sie ist dort nach der Gemeinde die nächstgrößere Verwaltungseinheit.

## Entstehung
Ähnlich wie noch heute in der Autonomen Provinz Bozen – Südtirol war die Autonome Provinz Trient in Bezirksgemeinschaften unterteilt. Mit dem Trentiner Landesgesetz Nr. 3 vom 16. Juni 2006 und weiteren Gesetzesänderungen wurde eine umfassende Gebietsreform in die Wege geleitet. Die Reform trat mit den Gemeinschaftswahlen vom 24. Oktober 2010 in Kraft: Dadurch wurden die alten Bezirksgemeinschaften aufgelöst und die Talgemeinschaften neu eingerichtet.
Die meisten Talgemeinschaften sind mit den vormaligen Bezirksgemeinschaften deckungsgleich, fünf Gemeinschaften sind ganz neu geschaffen worden. Auf dem Gebiet der vormaligen Valle dell’Adige sind vier neue Gemeinschaften entstanden, namentlich Valle dei Laghi, Paganella, Rotaliana-Königsberg und Cembra. Die Landeshauptstadt Trient und die Gemeinden Aldeno, Garniga Terme und Cimone gehören keiner Talgemeinschaft an, sondern dem Territorio della Val d’Adige einer interkommunalen Verwaltungskooperation. Die Funktionen einer Talgemeinschaft übernehmen die vier Gemeinden selbst, die sie teilweise in abgestimmter Form mit den anderen Gemeinden ausführen. Neu ist auch die Talgemeinschaft Altopiani Cimbri, welche die Interessen der Zimbern besser vertreten soll.
Die Namen der Talgemeinschaften lehnen sich zum Teil an geographische und historische Namen an, stimmen aber nicht immer mit diesen überein.

## Organe
Organe der Talgemeinschaft sind der Rat (Consiglio), der Präsident (Presidente) und das Exekutivkomitee (Comitato esecutivo).
Der Rat und der Präsident der Talgemeinschaft werden für fünf Jahre von Wahlmännern gewählt, die aus der Mitte der Gemeinderäte bestimmt werden. Der Wahlgang findet innerhalb von fünfzehn Tagen nach den Gemeinderatswahlen statt.
Das Exekutivkomitee besteht aus 2 bis 4 Mitgliedern (zuzüglich des Präsidenten der Talgemeinschaft), die vom Präsidenten ernannt werden.

## Funktionen
Folgende Funktionen wurden von der Autonomen Provinz Trient den Gemeinden übertragen, mit der Verpflichtung, sie im Rahmen der Talgemeinschaften gemeinschaftlich auszuüben:
- Fördermaßnahmen für Schüler
- Schulspeisung
- Fürsorge und Wohlfahrt, einschließlich sozialer Dienste und freiwilliges soziales Engagement
- Öffentlicher und subventionierter Wohnungsbau
- Bebauungsplanung
- Abfallbeseitigung
- Wirtschaftsplanung
- Planung von Infrastrukturen, einschließlich schulischer Infrastrukturen[7]
- Verwaltung der Kommunalabgaben
- Verwaltung und Einrichtung von Schutzgebieten in Natur- und Landschaftsschutz.

Die ladinische Talgemeinschaft Comun general de Fascia übernimmt zusätzliche Funktionen in den nachstehenden Bereichen:
- Schutz des ladinischen Kulturerbes; lokale Sitten und Gebräuche; kulturelle Einrichtungen; künstlerische, kulturelle und bildende Veranstaltungen
- Schutz und Förderung der ladinischen Sprache; die Funktionen eines Sprachinstituts übernimmt das Istituto culturale ladino / Istitut cultural ladin „Majon di Fascegn“
- Ortsnamen
- Freiwillige Feuerwehren
- Enteignungen.[8]

## Liste
| #  | Amtliche Bezeichnung                      | Gemeinden | Einwohner | Verwaltungssitz | Karte | Internetpräsenz |
| -- | ----------------------------------------- | --------- | --------- | --- | ----- | --------------- |
| 1  | Comunità territoriale della Val di Fiemme | 9         | 20.078    | Cavalese |       |                 |
| 2  | Comunità di Primiero                      | 5         | 9.899     | Primiero San Martino di Castrozza |       |                 |
| 3  | Comunità Valsugana e Tesino               | 18        | 27.190    | Borgo Valsugana |       |                 |
| 4  | Comunità Alta Valsugana e Bersntol        | 15        | 54.453    | Pergine Valsugana |       |                 |
| 5  | Comunità della Valle di Cembra            | 7         | 11.169    | Cembra Lisignago |       |                 |
| 6  | Comunità della Val di Non                 | 23        | 39.420    | Cles |       |                 |
| 7  | Comunità della Valle di Sole              | 13        | 15.650    | Malé |       |                 |
| 8  | Comunità delle Giudicarie                 | 25        | 37.335    | Tione di Trento |       |                 |
| 9  | Comunità Alto Garda e Ledro               | 7         | 50.582    | Riva del Garda |       |                 |
| 10 | Comunità della Vallagarina                | 17        | 90.891    | Rovereto |       |                 |
| 11 | Comun General de Fascia                   | 6         | 10.056    | San Giovanni di Fassa |       |                 |
| 12 | Magnifica Comunità degli Altipiani Cimbri | 3         | 4.551     | Lavarone |       |                 |
| 13 | Comunità Rotaliana-Königsberg             | 6         | 29.978    | Mezzocorona |       |                 |
| 14 | Comunità della Paganella                  | 5         | 4.921     | Andalo |       |                 |
| 15 | Territorio della Val d’Adige              | 4         | 121.558   | Übereinkommen zwischen den Gemeinden Trient, Cimone, Aldeno und Garniga Terme über die gemeinsame Ausübung der Funktionen einer Talgemeinschaft |       |                 |
| 16 | Comunità della Valle dei Laghi            | 3         | 10.873    | Vallelaghi |       |                 |

Einwohner Stand: 1. Januar 2017